# Ciudad Guzmán
Ciudad Guzmán è una città nello stato messicano di Jalisco. È situata a 123 km a sud di Guadalajara, ad un'altitudine di 1 507 metri sul livello del mare. Secondo il numero di abitanti e abitazioni dell'INEGI, aveva una popolazione di 140 000 abitanti, e ha ospitato i XVI Giochi panamericani.
Ciudad Guzmán è il capoluogo del comune di Zapotlán el Grande, che copre un'area di 29 529 chilometri quadrati, con una densità di popolazione di 32 527 abitanti per chilometro quadrato. Prima dell'arrivo degli spagnoli, quest'area era il regno di Zapotlán e fu conquistata nel 1526.